# كارل مكينلي
كارل مكينلي (بالإنجليزية: Carl McKinley)‏ هو ملحن أمريكي، ولد في 9 أكتوبر 1895 في يارموث ‏ في الولايات المتحدة، وتوفي في 24 يوليو 1966 في بوسطن في الولايات المتحدة.

## وصلات خارجية
- كارل مكينلي على موقع ميوزك برينز (الإنجليزية)
- كارل مكينلي على موقع ديسكوغز (الإنجليزية)